# Tommaso Guercio
Tommaso Guercio (ur. 1 czerwca 2005 w Codogno) – polski piłkarz urodzony we Włoszech, grający na pozycji obrońcy. Zawodnik Śląska Wrocław.